# Matthew Bates
Matthew Bates (Stockton-on-Tees, 10 dicembre 1986) è un allenatore di calcio ed ex calciatore inglese, di ruolo difensore.

## Palmarès

### Giocatore

#### Competizioni giovanili
- FA Youth Cup: 1

Middlesbrough: 2003-2004